# زیگوبالوس
زیگوبالوس (نام علمی: Zygoballus) نام یک سرده از تیره عنکبوت‌های جهنده است.